# دسبورو
longitudeدسبوروlatitudeدسبورو
دسبورو (به انگلیسی: Desborough) یک شهرک در بریتانیا است که در انگلستان واقع شده‌است.

## خصوصیات
دسبورو ۱۰٬۶۹۷ نفر جمعیت دارد.